# وليد (شخصية كرتونية)
وليد حارس مرمى متميز، هو ابن إحدى العائلات الغنية، وأكثر الحراس براعة في البلاد على الإطلاق، بل إنه واحد من أفضل الحراس في العالم (في عالم الكابتن ماجد).
قضى فترة احترافه في ألمانيا. عندما يعود وليد لمنتخب الناشئين، في نهاية السلسلة الأولى، يبدو عليه التكبر الشديد، وقد تحدى الجميع ولم يستطع أحد إحراز هدف في مرماه. كرهه معظم أعضاء المنتخب بسبب ذلك، لكنه يخبر ماجد بحقيقة الأمر، في أن المنتخب الأوروبية مستوياتها الكروية أعلى مما يمكن لعقل أن يتصوره، بمعنى آخر، لقد كان يحثهم للمضي قدمًا نحو الأمام ولكن بطريقته الخاصة. وهذه من أهم صفات وليد، فقد دفع بماجد في الموسم الأول من السلسلة الأولى، بمتابعة تحدي مازن، كما أنه يدفع بياسين في السلسلة الرابعة لمواجهة أوتشادو Ochado كابتن منتخب نيجيريا.
لقد كان أسطوريًا، فلا أحد يستطيع التسجيل في مرماه من خارج منطقة الجزاء، لكن المراقب الدقيق للسلسلة يرى أن هنالك ثلاثة حطموا أسطورة وليد، هم: كارل هاينز شنايدر، شو شونكو، ناتشوريزا. يتميز وليد عن باقي حراس المرمى بإصراره العجيب، وعناده الشديد، وشجاعته الكبيرة. إن قوة وليد عجيبة، بالرغم من شكله قد لا يوحي بذلك. يصاب وليد بالكثير من الإصابات في حياته، منها عندما كان صغيرًا، ومنها ما سببها له لاعبون محترفون، أمثال: بريان كرايفورد، ستيفن ليفن. أما شو شونكو، وهو لاعب في منتخب الصين، فيجعل من إصابة يد وليد، في السلسلة الثانية، خطيرة للغاية، فيد وليد تنزف الكثير من الدماء.
أول خصم لوليد كان ماجد، ثم بسام الذي يحرز هدفا عليه بسهولة وذلك لأن وليد قد أصيب ولكنه لم يخبر بذلك أحدًا. لاحقا يرد وليد لبسام الصاع صاعين. وقد استطاع وليد الاستهزاء ببسام في نهاية السلسلة الأولى.
يسافر وليد في نهاية الموسم الأول من السلسلة الأولى إلى ألمانيا ويحترف حراسة المرمى في فريق نادي هامبورغ. الخصم الأبرز لوليد في ألمانيا، هو الإمبراطور الشاب، كارل هاينز شنايدر، والذي يعد أول شخص يحطم أسطورة وليد. يهدد شنايدر وليد، في وقت لاحق، في السلسلة الثالثة، بأنه سيسحقه هو وستيفن ليفن Stefan Levin (كابتن منتخب السويد)، وشو شونكو Sho Shunko (لاعب في منتخب الصين)، ونصحه بأن ينضم إلى نادي بايرن ميونخ، لكن وليد رفض ذلك، وقبل بالتحدي. يتبارى شنايدر مع وليد، وتنتهي المباراة بهزيمة وليد بشق الأنفس بنتيجة 2 – 1. في السلسلة الرابعة يعود وليد للوطن بسبب علاقته السيئة مع المدرب. ويبرز أداءً متميزا كعادته.
في الأنمي المدبلج للعربية، تم اعتماد اسم «وليد جلال» للأجزاء الثلاثة الأولى، ومن ثم «وليد» من دون ذكر اسم الأب لبقية الأجزاء.